# Helmut Greve
Helmut Paul Greve (* 2. Juni 1922 in Hamburg; † 3. Juli 2016 ebenda) war ein Immobilienunternehmer, Stifter und Mäzen. Gemeinsam mit seiner Frau Hannelore Greve baute er vor allem in Hamburg, aber auch bundesweit einen milliardenschweren Immobilienbestand auf.
Für „herausragendes Mäzenatentum in Kultur und Wissenschaft und vorbildliches soziales Engagement“ wurde dem Ehepaar im Jahr 2005 die Ehrenbürgerwürde der Freien und Hansestadt Hamburg verliehen. In den Jahren 1992 bis 2013 war Helmut Greve ungarischer Honorarkonsul für Hamburg und Schleswig-Holstein.

## Leben
Helmut Greve war der Sohn eines Kaufmanns und entstammte einer mennonitischen Familie, die in den 1690er-Jahren nach Altona und Hamburg einwanderte. Seine religiöse Erziehung prägte bis zuletzt sein Handeln. 1946 holte er sein Abitur nach und studierte von 1949 bis 1951 Rechtswissenschaften in Hamburg und per Fernstudium Staatswissenschaften in Graz, wo er 1962 zum Thema „Berlin als Völkerrechtliches Problem“ promovierte.
Greves Unternehmerlaufbahn begann 1950 mit einem kleinen Immobilienunternehmen. Auf zwei geerbten Grundstücken und einem dazugekauften Trümmergrundstück begann er, Wohnungen zu bauen, die nach dem Krieg benötigt wurden. In den 60er und 70er Jahren baute er Gebäude in der City Nord und drei weitere Bürokomplexe. Inzwischen gehören zu seinem Konzern über zwanzig Einzelfirmen, die sich auf den Bau von Einkaufszentren und Bürohäusern spezialisiert haben. Im Mittelpunkt steht die „Dr. Helmut Greve Bau und Boden AG“ in Hamburg. Es gibt über 2000 Angestellte, Wohnungen, Büros, Ladenpassagen, einen Sportpark, Seniorenresidenzen, Hotels und das New Living Home in Lokstedt. Der Jahresumsatz liegt mittlerweileseit wann? bei einem dreistelligen Millionenbereich und zu seinem Imperium in Hamburg zählen mehr als eine Million Quadratmeter Büro- und Wohnflächen. Dazu zählt auch die von ihm gebaute Alster City in Hamburg-Barmbek-Süd.
Greve gehörte zum Vorstand eines mennonitischen deutsch-niederländischen Hilfswerks (IMO-Int. Mennonitische Organisation) und kannte die Not in Paraguay, Bolivien, Kenia und Bosnien. Über viele Jahre war er auch Mitglied des Kirchenrates der Mennonitengemeinde in Hamburg-Altona.
In Ungarn bedankte er sich mit einer Millionenspende dafür, dass das Land beim Niederreißen des Eisernen Vorhangs half, woraufhin er von der ungarischen Regierung 1991 zum Honorargeneralkonsul ernannt wurde.
Helmut Greve war seit 1944 mit Hannelore Greve verheiratet. Beide wohnten auf ihrem Anwesen in Großensee. Sie haben drei gemeinsame Kinder. Er liegt auf dem Mennonitenfriedhof Hamburg-Altona begraben.

## Mäzenatentum
Gemeinsam mit seiner Ehefrau Hannelore Greve, die ein Einrichtungshaus in der City Nord betreibt, gründete er die „Dr. Helmut und Hannelore Greve Stiftung für Wissenschaft und Kultur“ (später umbenannt in „Hamburgische Stiftung für Wissenschaften, Entwicklung und Kultur Helmut und Hannelore Greve“). Sie unterstützen bisher unter anderem
- die Universität Hamburg, indem sie den Neubau zweier Flügelbauten des Hauptgebäudes schenkten.[10]
- die Akademie der Wissenschaften in Hamburg, indem sie die Startfinanzierung bis zum Jahr 2007 übernahmen.[11]
- die Elbphilharmonie, für deren Bau sie 2005 30 Millionen Euro zur Verfügung stellten.[12]
- den Greve-Preis der Leopoldina in den Bereichen Naturwissenschaften/Medizin und Technikwissenschaften, der mit 250.000 Euro dotiert ist und 2022 erstmals verliehen wurde.[13]

Seit 1988 war Helmut Greve Ehrenmitglied der Joachim-Jungius-Gesellschaft der Wissenschaften in Hamburg.

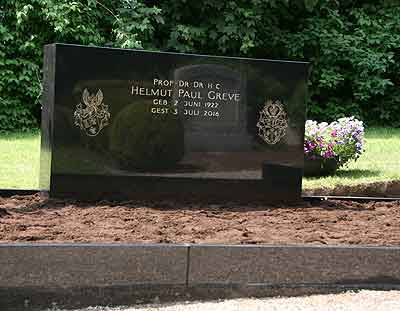
Das Grab von Helmut Paul Greve.

## Ehrungen
2001 wurde Greve unter anderem für den Bau von Altersheimen und für Spenden zur Unterstützung der Opfer der Theis-Überschwemmungen mit dem Goldenen Stern, der höchsten Stufe der „Apor Vilmos-Verdienstmedaille“ der Ungarischen Malteser Ritter, ausgezeichnet.
Sowohl Helmut als auch Hannelore Greve wurden 2005 Ehrenbürger der Stadt Hamburg. Greve war Ehrenmitglied der Akademie der Wissenschaften in Hamburg.
Ebenfalls waren sie beide Ehrensenatoren der Universität Hamburg. Helmut Greve wurde zudem am 3. April 2007 mit dem Großen Bundesverdienstkreuz ausgezeichnet.